# سامانثا (اسم) لين
سامانثا (اسم) لين (بالصينية: 林子心) (و. 1978  م) هي فارسة من الصين، وهونغ كونغ، وكندا، ولدت في فانكوفر، شاركت في الألعاب الأولمبية الصيفية 2008، ودورة الألعاب الآسيوية 2014، ودورة الألعاب الآسيوية 2010.

## روابط خارجية
- سامانثا (اسم) لين على موقع الاتحاد الدولي للفروسية (الإنجليزية)
- سامانثا (اسم) لين على موقع FEI (رابط بديل) (الإنجليزية)
- سامانثا (اسم) لين على موقع اللجنة الأولمبية الدولية (الإنجليزية)
- سامانثا (اسم) لين على موقع أوليمبيديا (الإنجليزية)
- سامانثا (اسم) لين على موقع اللجنة الأولمبية الصينية (الإنجليزية)